# Белбрук (Охајо)
Белбрук (енгл. Bellbrook) град је у америчкој савезној држави Охајо.

## Демографија
По попису из 2010. године број становника је 6.943, што је 66 (-0,9%) становника мање него 2000. године.
| Група             | 2000.         | 2010.         |
| Белци             | 6.743 (96,2%) | 6.556 (94,4%) |
| Афроамериканци    | 55 (0,8%)     | 88 (1,3%)     |
| Азијати           | 69 (1,0%)     | 51 (0,7%)     |
| Хиспаноамериканци | 84 (1,2%)     | 147 (2,1%)    |
| Укупно            | 7.009         | 6.943         |